# Megastigmus stigmatizans
Megastigmus stigmatizans är en stekelart som först beskrevs av Fabricius 1798.  Megastigmus stigmatizans ingår i släktet Megastigmus och familjen gallglanssteklar. Arten är reproducerande i Sverige. Inga underarter finns listade i Catalogue of Life.